# ACM Air Charter
ACM Air Charter je německá letecká společnost se sídlem na letišti Karlsruhe / Baden-Baden. Kromě charterových letů a managementu letadel, společnost provozuje terminál obchodní letecké dopravy a servisní oddělení na hlavní základně.

## Historie
Letecká společnost ACM AIR CHARTER byla založena v roce 1992 v Baden-Badenu. O rok později, v roce 1993, byl zahájen letový provoz. V roce 1997 letecká společnost přesídlila svoji hlavní základnu na letiště Karlsruhe / Baden-Baden, kde také vlastní dva hangáry.

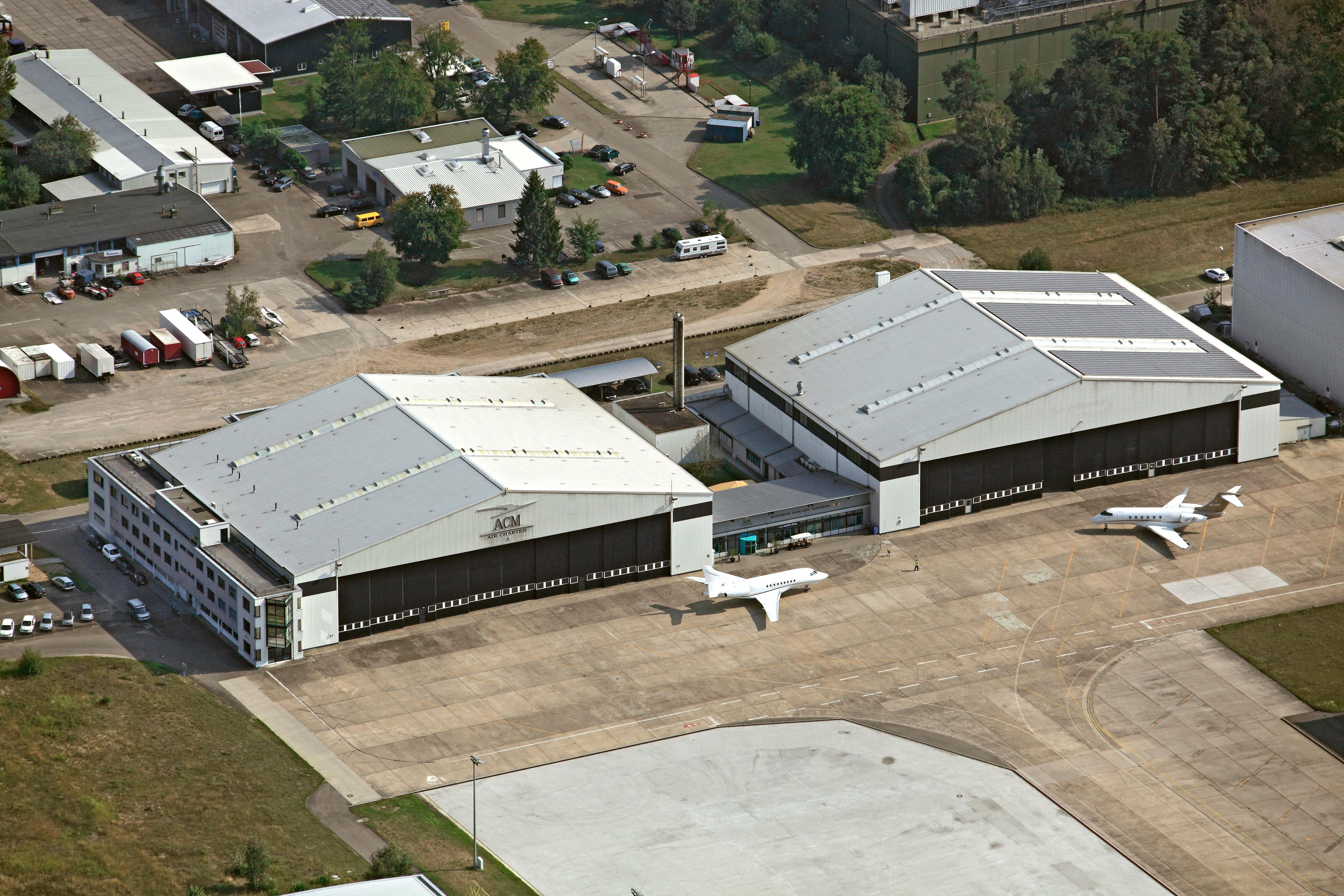
Letecký pohled na základnu ACM AIR CHARTER

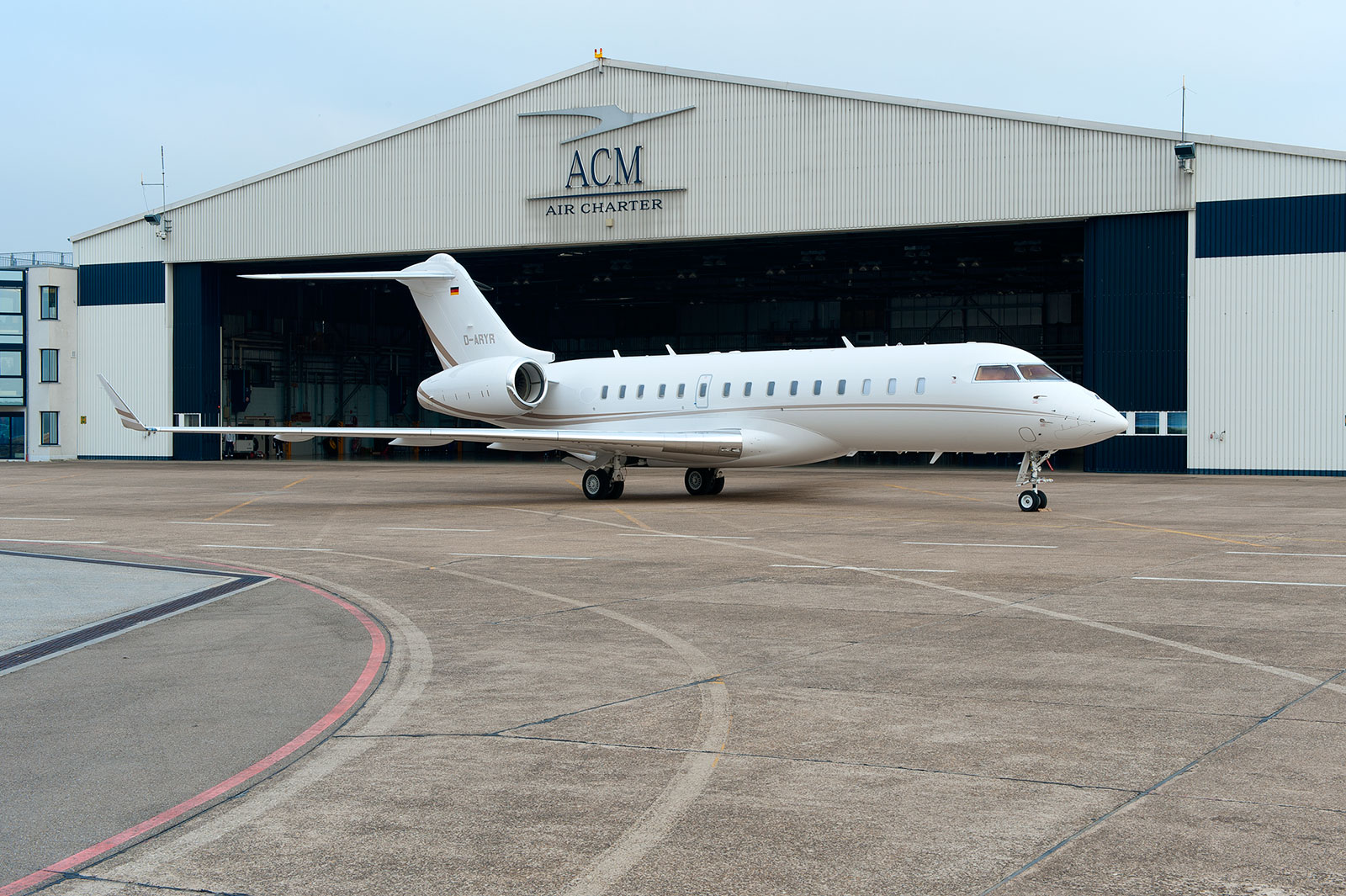
Bombardier Global Express ACM AIR CHARTER

ACM v roce 1998 vytvořila druhé oddělení společnosti s oddělením servisu. Ve stejném roce, byl uveden do provozu první komerčně provozovaný Bombardier Challenger 604 v Německu. Byl uveden do provozu a jsou s ním prováděny dálkové charterové lety.
V roce 2008, byl do flotily letadel přidán první dálkový obchodní proudový letoun. Byl jím Bombardier Global Express XRS umožňuje nonstop transatlantické lety a lety do Asie. Povolení k provozování první komerčně registrované Dassault Falcon 7X v Německu, bylo rozšířeno v roce 2010, čímž se přidal další ultra dálkový letoun do flotily.
V roce 2014 ACM Air Charter zakoupila druhý Boeing Business Jet.

## Flotila
V únoru 2015 se flotila společnosti skládala z osmi letadel.:
- 2 Boeing Business Jet 2
- 2 Bombardier Global Express XRS
- 1 Cessna Citation X
- 2 Dassault Falcon 2000 EX EASy
- 1 Dassault Falcon 7X